# 打楽器音楽
打楽器音楽（だがっきおんがく）は、広義には、打楽器を主体にして構成される音楽である。しかしながら、使用される楽器の分類は明確でなく、体鳴楽器や膜鳴楽器に含まない楽器や、元来楽器でないものも含んでいる。したがって、このジャンルの音楽は現代音楽の一分野と考えられることが多い。
狭義には、打楽器のみで構成される音楽で、いわゆる「打楽器アンサンブル」や「打楽器ソロ」などのことを指す。この場合の「打楽器」とは、「管弦楽や吹奏楽などにおいて、打楽器奏者によって演奏される楽器である。

## 概要
「打楽器」自体は最も原始的な楽器と考えられ、最も早くから使用されていたと考えられるが、どの文化においても管楽器や弦楽器、そして歌などの「補助」としての役割しか与えられなかった。
20世紀に入って、エドガー・ヴァレーズが1931年に「イオニザシオン」（電離）を作曲し、1933年にニューヨークでこの曲が初演されたことで、打楽器音楽の歴史が始まった。13人の演奏者と40ほどの「打楽器」（ピアノやチェレスタ、サイレンも含む）によって構成されるこの曲は、「打楽器アンサンブル」の始祖あるいは古典と位置づけられている。